# Venitus vietnamensis
Venitus vietnamensis is een krabbensoort uit de familie van de Macrophthalmidae. De wetenschappelijke naam van de soort is voor het eerst geldig gepubliceerd in 1971 door Serène.